# Eastward
Eastward, auch bekannt als Debiak House, ist ein historisch bedeutsames Gebäude in Montclair, Essex County, New Jersey.
Das Anwesen wurde 1902 durch den Architekten A.F. Norris im Stile des Tudor Revival für Charles R. Coffin errichtet. Eastward ist fünf Joch breit, rechtwinklig angelegt, mit Bleiglasfenstern und Fachwerk ausgestattet und hat mehrere Dachgiebel sowie zwei Kamine im Inneren. Das mittlere Joch mit dem Haupteingang ist zu den benachbarten zurückgesetzt. Auf der Novemberausgabe 1902 des Magazins Scientific American Building Monthly war Eastward abgebildet und wurde in der Zeitschrift mit Text und weiteren Bildern beschrieben.
Am 1. Juli 1988 wurde Eastward in das National Register of Historic Places aufgenommen.